# خبز دخن
خبز الدخن (بالتركية: Darı ekmeği)‏ هو نوع من الخبز. يُحضر من دقيق الدخن ( دخن شائع). فهو خبز خالي من الغلوتين.

## التاريخ
في المطبخ السلجوقي التركي [التركية] تم صنع "خبز الدخن" (بالفارسية: ارزن نان) عن طريق خلط دقيق الشعير والدخن. لقد كان خبزًا يستهلكه الفقراء.
حلوى مشادي [الإنجليزية] باللغة الجورجية هو اسم نوع من الدخن (دخن شائع). وقد تمت زراعته بشكل خاص في غرب جورجيا. وأطلق نفس الأسم على الخبز المصنوع من دقيق الدخن.